# Ali Gatie
Ali Gatie (in arabo علي غاتي‎?; Aden, 31 maggio 1997) è un cantante canadese.

## Biografia
Ali Gatie è nato nello Yemen da genitori iracheni. La sua famiglia ha vissuto ad Abu Dhabi prima di sistemarsi a Mississauga, un sobborgo di Toronto. Le sue principali influenze musicali sono Ed Sheeran, J. Cole e Frank Ocean.
Il cantante ha iniziato la sua attività nel 2016, con la registrazione dei suoi primi brani, pubblicato l'anno successivo. Nel 2017 ha vinto una competizione canora online presentata da Joe Budden, e nel 2018 ha firmato un contratto con la Warner. È salito alla ribalta nel 2019 con il singolo It's You, divenuto virale, che ha raggiunto la top 10 delle classifiche in Malaysia (dove ha raggiunto il primo posto), Nuova Zelanda e Singapore ed è stato certificato triplo disco di platino dalla Recording Industry Association of America per aver venduto più di 3 000 000 di unità in suolo statunitense. Il singolo ha anticipato l'EP di debutto di Ali Gatie, intitolato You, uscito l'8 novembre 2019.
A gennaio 2020 il singolo What If I Told You That I Love You ha debuttato nella top 10 delle classifiche in Austria, Germania e Svizzera, diventando il suo maggiore successo europeo. La sua prima tournée, con date in Europa e Nordamerica, è iniziata nel successivo febbraio e avrebbe dovuto tenerlo occupato fino a maggio, salvo interrompersi a causa della pandemia di COVID-19. Nel marzo 2021 pubblica il secondo EP The Idea of Her, che include collaborazioni con Marshmello, Ty Dolla Sign e Tate McRae.

## Discografia

### Album in studio
- 2023 – Who Hurt You?
- 2024 – All the Things I Wish I Said

### EP
- 2019 – You
- 2021 – The Idea of Her

### Singoli
- 2017 – Only One
- 2017 – Why
- 2017 – Make You Mine
- 2017 – Losing You
- 2018 – Can't Lie
- 2018 – Shady
- 2018 – Without You
- 2018 – Lies
- 2018 – Remedy
- 2018 – Moonlight
- 2019 – It's You
- 2020 – What If I Told You That I Love You
- 2020 – Running on My Mind
- 2020 – Welcome Back
- 2020 – Lie to Me (con Tate McRae)
- 2021 – Can't Let Go
- 2021 – Do You Believe? (con Marshmello e Ty Dolla Sign)
- 2021 – Turning Me Up (con Issam Alnajjar e i Loud Luxury)
- 2021 – Butterflies (con Max)
- 2022 – Perfect
- 2022 – Crying in the Rain
- 2022 – IDK
- 2022 – Can't Give Up
- 2022 – The Look
- 2022 – MMM
- 2022 – Scared of Love
- 2022 – Walk Out That Door
- 2023 – All Comes Back to You
- 2023 – Seasonal Love
- 2023 – Malibu
- 2023 – When I'm Gone (con Johnny Orlando)
- 2023 – Nobody like Us
- 2023 – Unblock Me
- 2023 – Afterlife
- 2023 – Wandering Eyes
- 2023 – One Last Dance (con Imanbek)
- 2023 – Strangers Again
- 2023 – Lying Anyway
- 2023 – Trying
- 2024 – I'm Sorry
- 2024 – Everything I Wanted
- 2024 – Darling
- 2024 – Wrong
- 2024 – What If We Met
- 2024 – Does He Know
- 2024 – Assumptions
- 2024 – Drowning
- 2024 – Mine
- 2024 – Lost Without You
- 2024 – Best Friends?
- 2024 – Rent Free
- 2024 – M.I.A (con AR Paisley e Jay Trak)
- 2024 – Therapy
- 2024 – Wasted My Time
- 2024 – Black & White
- 2024 – If You Never Call Me Again (con Deeps)
- 2025 – Waiting for You
- 2025 – I Don't Know
- 2025 – Oh So Sorry Pt. 2 (con PVLN)

## Tournée
- 2020 – One Lisn World Tour
- 2022 – Who Hurt You? Tour
- 2024 – North America Tour